# Lijst van personen overleden in mei 2012
Dit is een lijst van bekende personen die zijn overleden in mei 2012.

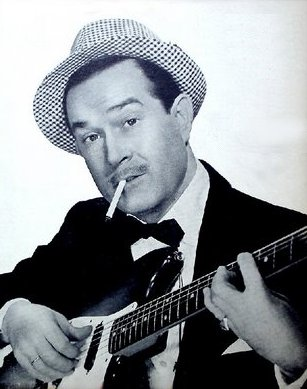
Gogó Andreu
1 mei

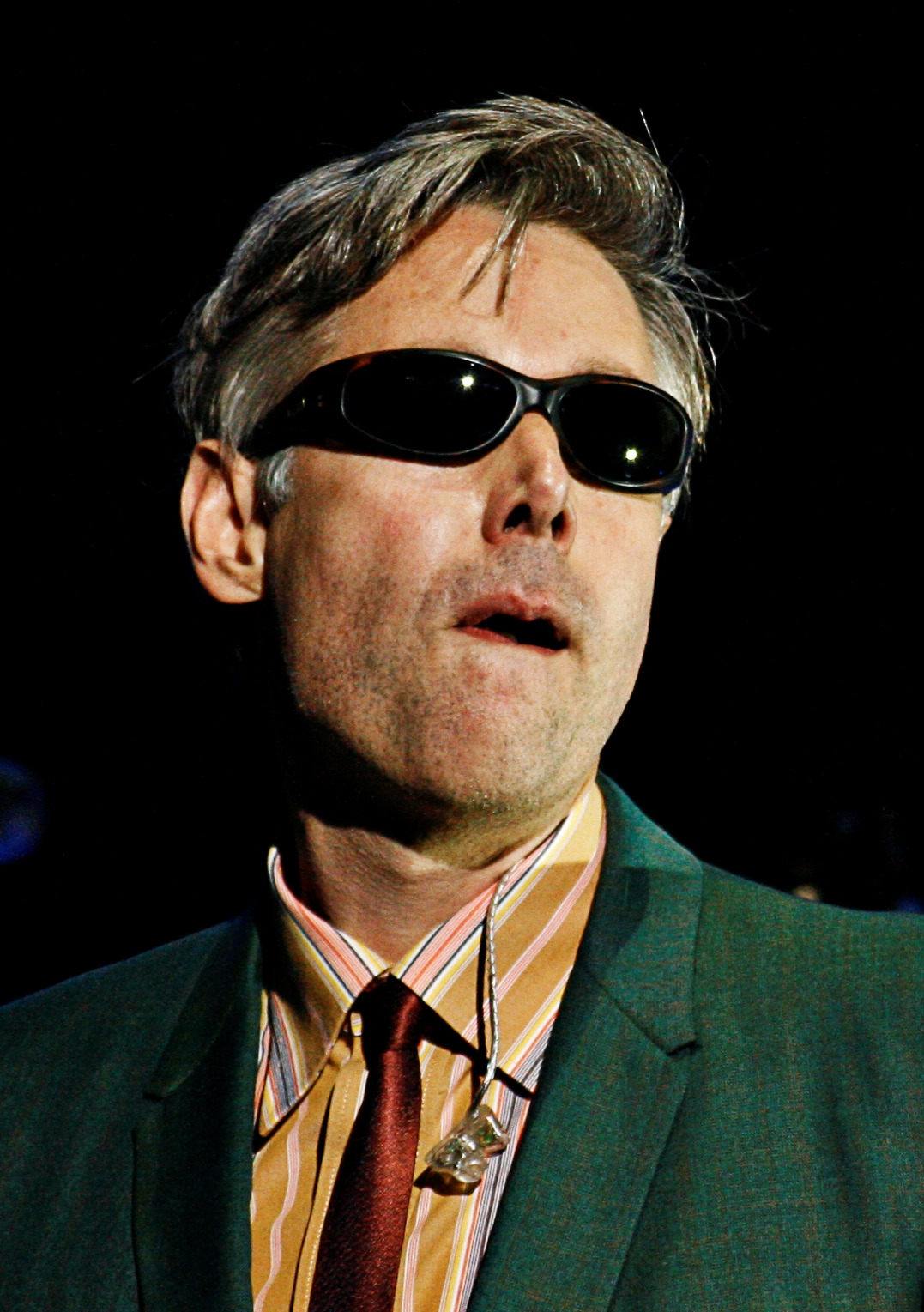
Adam Yauch
4 mei

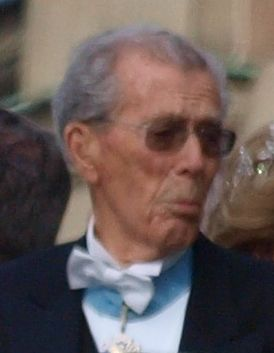
Karel Johan van Zweden
5 mei

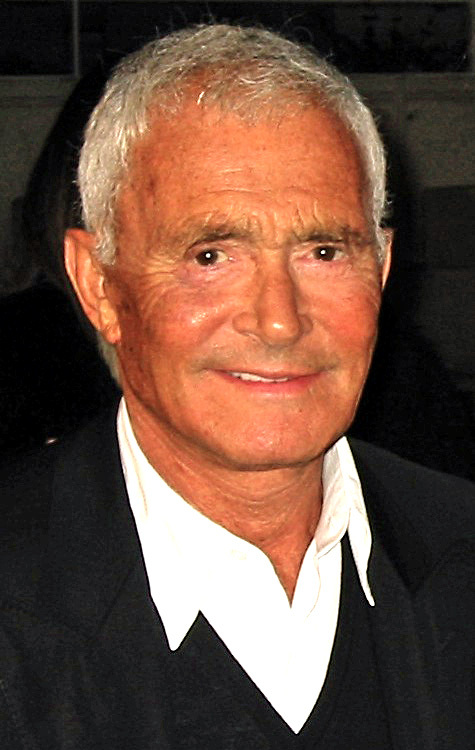
Vidal Sassoon
9 mei

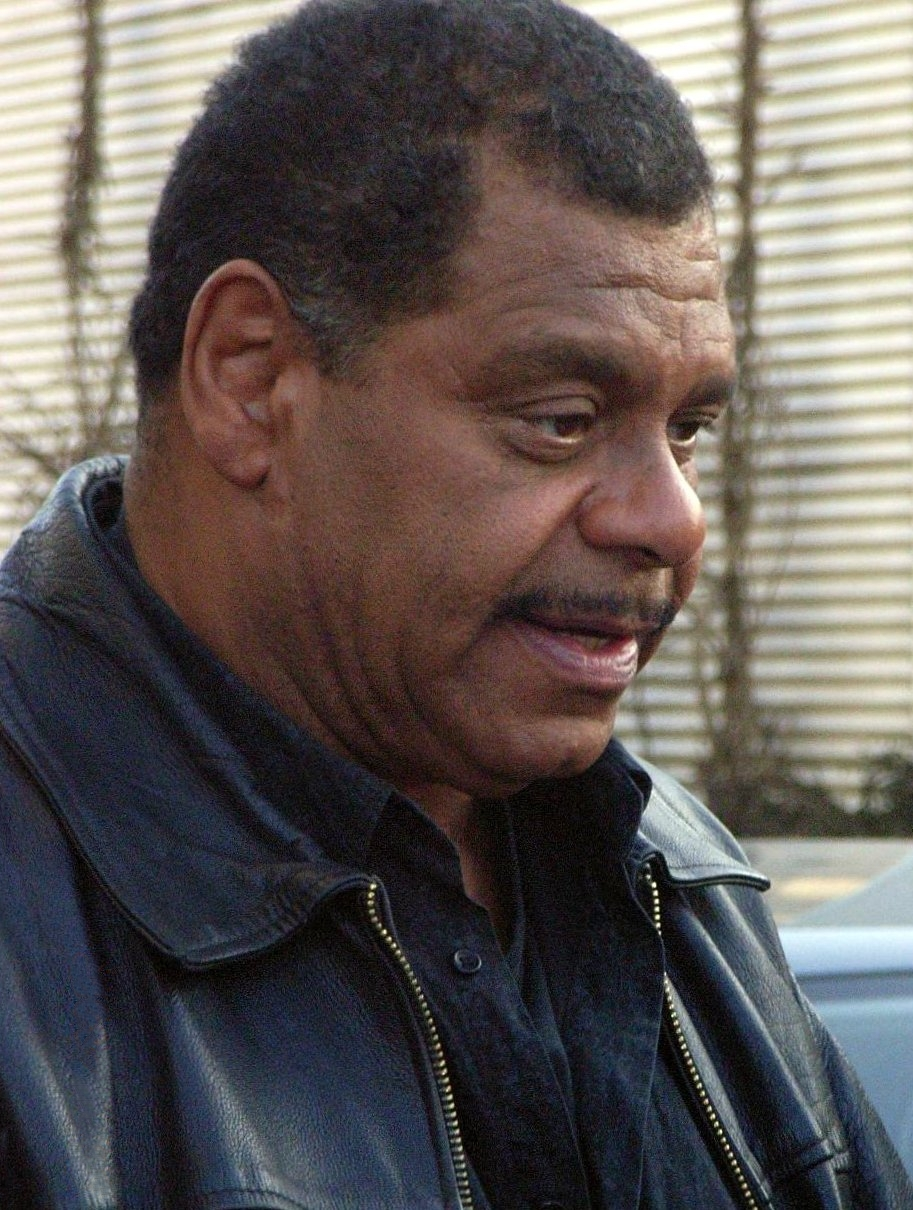
Günther Kaufmann
10 mei

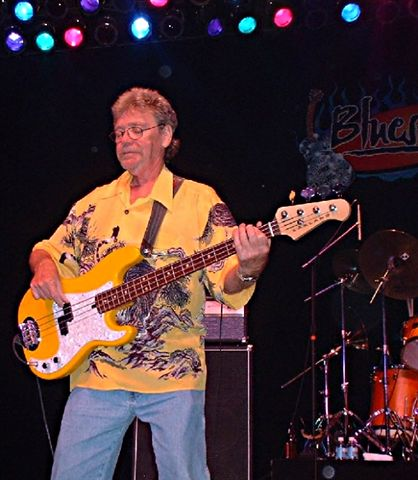
Donald Dunn
13 mei

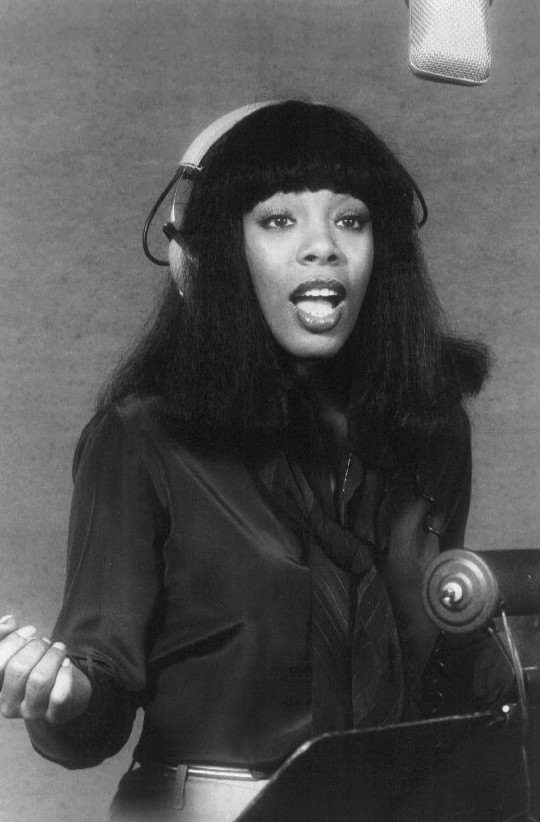
Donna Summer
17 mei

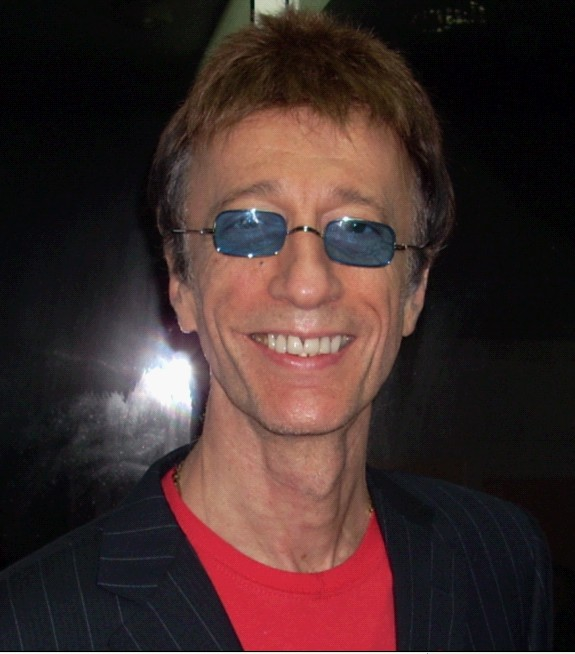
Robin Gibb
20 mei

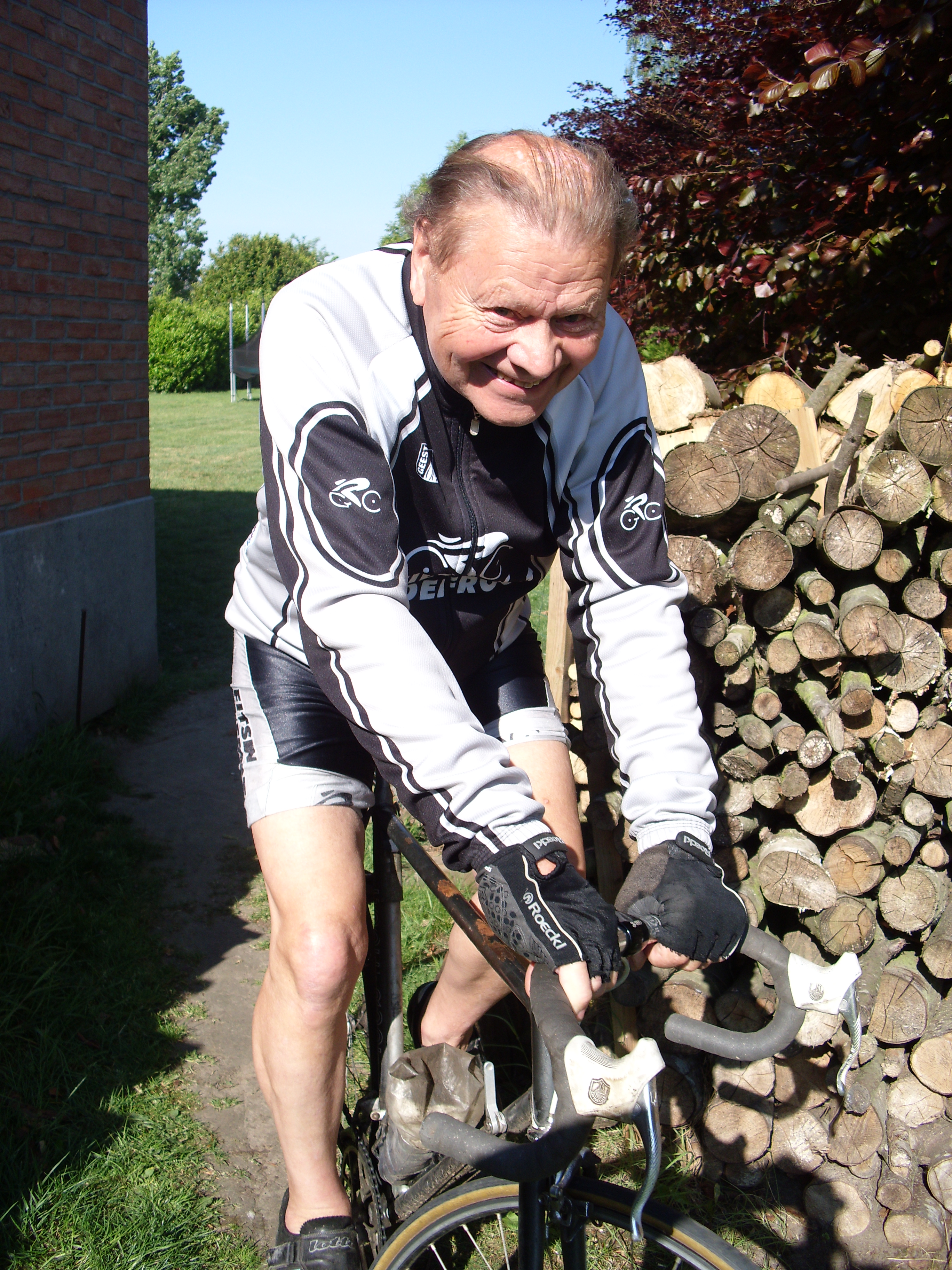
Arthur Decabooter
26 mei

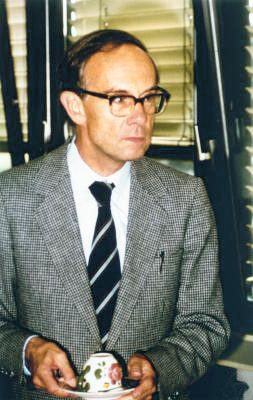
Friedrich Hirzebruch
27 mei

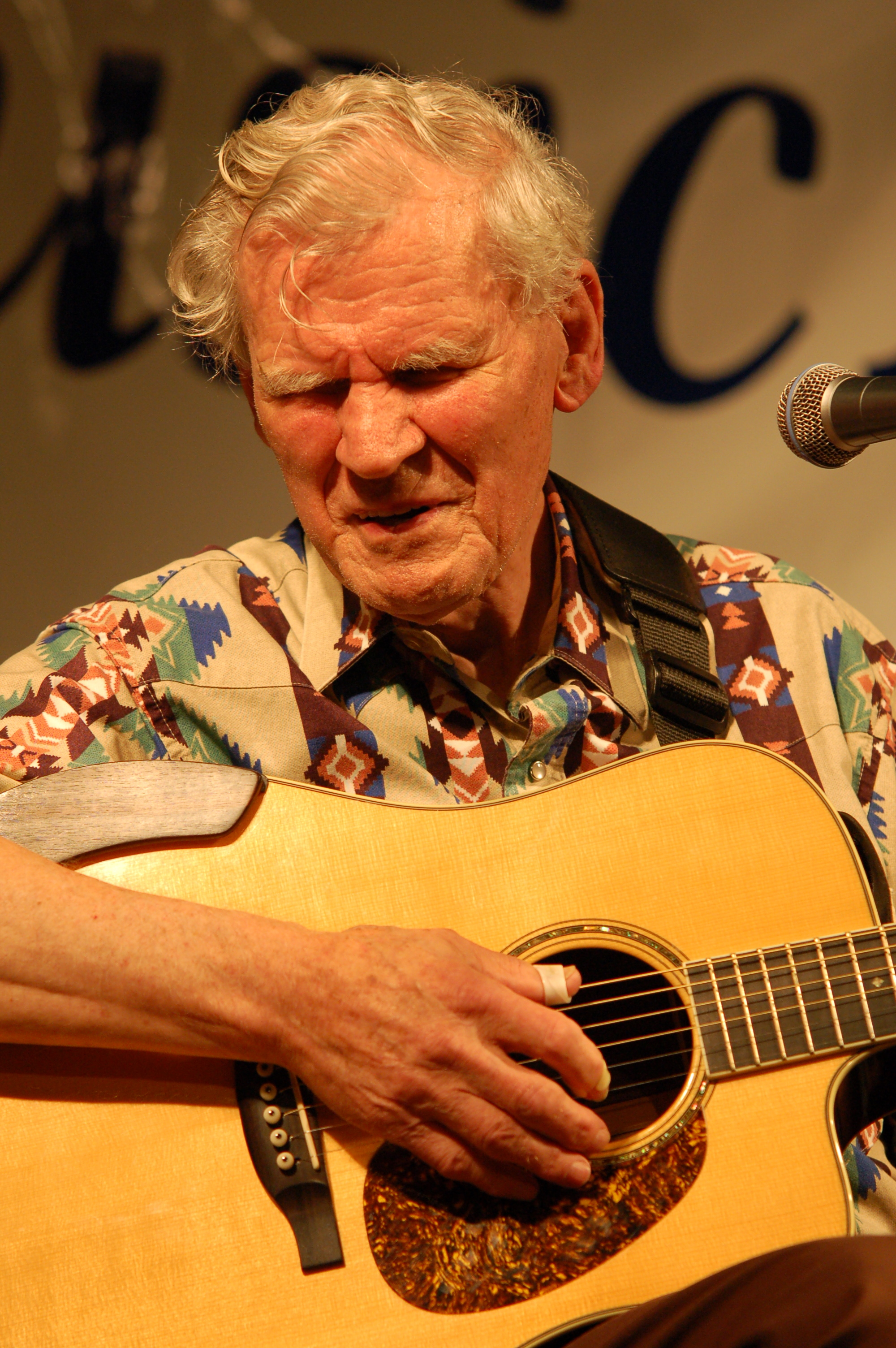
Doc Watson
29 mei

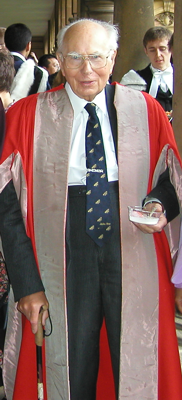
Andrew Huxley
30 mei

| 1 | 2 | 3 | 4 | 5 | 6 | 7 | 8 | 9 | 10 | 11 | 12 | 13 | 14 | 15 | 16 | 17 | 18 | 19 | 20 | 21 | 22 | 23 | 24 | 25 | 26 | 27 | 28 | 29 | 30 | 31 |
| - | - | - | - | - | - | - | - | - | -- | -- | -- | -- | -- | -- | -- | -- | -- | -- | -- | -- | -- | -- | -- | -- | -- | -- | -- | -- | -- | -- |

### 1 mei
- Gogó Andreu (92), Argentijns acteur, komiek en componist[1]
- Sibusiso Duma (25), Zuid-Afrikaans polospeler[2]
- Charles Pitts (65), Amerikaans soul- en bluesmuzikant[3]
- Jozef Devriese (57), Belgische paralympiër[bron?]

### 2 mei
- Bram Bogart (90), Nederlands-Belgisch kunstschilder[4]
- Charlotte Mitchell (85), Brits actrice[5]
- Endang Rahayu Sedyaningsih (57), Indonesisch politica[6]
- Junior Seau (43), Amerikaans Americanfootballspeler[7]
- Digby Wolfe (82) Brits Amerikaans acteur, schrijver en komiek[8]
- Emma Yong (36), Singaporees actrice[9]
- Zvi Zeitlin (90) Russisch violist[10]

### 3 mei
- Edith Bliss (53), Australisch zangeres en televisiepresentatrice[11]
- Lloyd Brevett (80), Jamaicaans bassist[12]
- Jorge Illueca (93), president van Panama[13]
- František Tondra (75), Slowaaks bisschop[14]

### 4 mei
- Gerard Broens (72), Nederlands politicus[15]
- Angelica Garnett (93), Brits schrijfster en kunstschilderes[16]
- Mort Lindsey (89), Amerikaans componist en orkestleider[17]
- Roy Padayachie (62), Zuid-Afrikaans politicus[18]
- Rich Ramirez (57), Amerikaans stand-upcomedian[19]
- Jimmy Smet (34), Belgisch voetballer[20]
- Adam Yauch (47), Amerikaans muzikant[21]
- Rashidi Yekini (48), Nigeriaans voetballer[22]

### 5 mei
- Frederick J. Brown (67), Amerikaans schilder[23]
- George Knobel (89), Nederlands voetbaltrainer[24]
- Embère van Gils (85), Nederlands burgemeester[25]
- Anita Magsaysay-Ho (97), Filipijns kunstschilderes[26]
- Willie Middlebrook (54), Amerikaans fotograaf[27]
- Joseph 'Sweet Joe' Russell (72), Amerikaans zanger[28]
- Gerard van Westerloo (69), Nederlands journalist[29]
- Karel Johan van Zweden (95), lid Zweedse koningshuis[30]

### 6 mei
- Michael Burks (54), Amerikaans bluesgitarist en -zanger[31]
- Volker Canaris (69), Duits dramaturg en filmproducent[32]
- George Lindsey (83), Amerikaans acteur[33]
- Fahd al-Quso (37), Jemenitisch militair[34]
- Jan Trøjborg (56), Deens politicus[35]

### 7 mei
- Adhémar d'Alcantara (91), Belgisch politicus[36]
- Stevan Bena (76), Servisch voetballer[37]
- Jules Bocandé (53), Senegalees voetballer[38]
- Michail Chorev (81), Russisch religieus leider[39]
- Saskia Jelgersma (82), Nederlands geologe[40]
- Jac Linders (79), Nederlands kinderboekenschrijver[41]
- Renze de Vries (81), Nederlands sportbestuurder[42]

### 8 mei
- Everett Lilly (87), Amerikaans muzikant[43]
- Frank Parr (83), Brits muzikant en cricketer[44]
- Walter Roderer (91), Zwitsers acteur[45]
- Maurice Sendak (83), Amerikaans kinderboekenschrijver[46]
- Roman Totenberg (101), Pools-Amerikaans violist[47]
- Jan van der Velden (71), Nederlands voetballer[48]

### 9 mei
- Vidal Sassoon (84), Brits ondernemer[49]
- Johan Schreur (72), Nederlands ondernemer[50]

### 10 mei
- Horst Faas (79), Duits oorlogsfotograaf[51]
- Günther Kaufmann (64), Duits acteur[52]
- Jan Kommandeur (82), Nederlands hoogleraar fysische chemie[53]
- Joyce Redman (96), Brits actrice[54]
- Carroll Shelby (89), Amerikaans autocoureur en -ontwerper[55]
- Gunnar Sønsteby (94), Noors verzetsstrijder[56]
- Walter Wink (76), Amerikaans auteur en theoloog[57]

### 11 mei
- Patrick Bosch (47), Nederlands voetballer[58]
- Germaine Degueldre (111), Belgisch oudste persoon[59]
- Jaap van der Wiel (51), Nederlands voetballer[60]

### 12 mei
- Jan Bens (91), Nederlands voetballer[61]
- Ruth Foster (92), Amerikaans actrice[62]
- Eddy Paape (91), Belgisch striptekenaar[63]
- Tor-Marius Gromstad (22), Noors voetballer[64]

### 13 mei
- Horia Damian (90), Roemeens beeldhouwer en schilder[65]
- Donald Dunn (70), Amerikaans basgitarist[66]
- Walter Flamme (85), Duits acteur[67]
- Les Leston (91), Brits Formule 1-coureur[68]
- Arsala Rahmani (74), Afghaans politicus[69]
- Lee Richardson (33), Brits motorspeedwayrijder[70]

### 14 mei
- Mariëtte Barnhoorn (59), Nederlands directeur[71]
- Belita Woods (63), Amerikaans zangeres[72]

### 15 mei
- Carlos Fuentes (83), Mexicaans schrijver[73]
- Jean Craighead George (92), Amerikaans jeugdboekenschrijfster[74]
- Arno Lustiger (88), Duits historicus[75]
- Dominique Rolin (98), Belgisch schrijfster[76]

### 16 mei
- James Abdnor (89), Amerikaans politicus[77]
- Chuck Brown (75), Amerikaans gitarist en zanger[78]
- Doug Dillard (75), Amerikaans banjospeler en acteur[79]
- Kurt Felix (71), Zwitsers televisiepresentator en -journalist[80]

### 17 mei
- Warda Al-Jazairia (72), Algerijns zangeres en actrice[81]
- France Clidat (79), Frans pianiste[82]
- Gideon Ezra (74), Israëlisch politicus en veiligheidsbeambte[83]
- Patrick Mafisango (32), Rwandees voetballer[84]
- Ron Shock (69), Amerikaans komiek[85]
- Donna Summer (63), Amerikaans zangeres[86]

### 18 mei
- Dietrich Fischer-Dieskau (86), Duits baritonzanger[87]
- Jai Gurudev (onbekende leeftijd), Indiaas spiritueel goeroe[88]
- Peter Jones (45), Australisch drummer[89]
- Paul O'Sullivan (47), Canadees acteur[90]

### 19 mei
- Ian Burgess (81), Brits autocoureur[91]
- Muriel Cerf (61), Frans schrijfster[92]

### 20 mei
- Abdel Basset al-Megrahi (60), Libisch geheim agent[93]
- Robin Gibb (62), Brits zanger[94]
- Eugene Polley (96), Amerikaans ingenieur[95]
- Carrie Smith (86), Amerikaans zangeres[96]

### 21 mei
- Eddie Blazonczyk (70), Pools zanger[97]
- Douglas Rodríguez (61), Cubaans bokser[98]

### 22 mei
- Janet Carroll (71), Amerikaans actrice en zangeres[99]
- Margriet Talpe (61), Belgisch ondernemer[100]
- Ria van Hoek-Martens (62), Nederlands burgemeester[101]
- Boleslaw Sulik (83), Pools filmmaker[102]

### 23 mei
- Barbara Holborow (81), Australisch kindermagistraat[103]

### 24 mei
- Klaas Carel Faber (90), Nederlands oorlogsmisdadiger[104]
- Jacqueline Harpman (82), Belgisch schrijfster[105]
- Godfried Lannoo (85), Belgisch uitgever[106]
- Juan Francisco Lombardo (86), Argentijns voetballer[107]
- Christa Löser (86), Duits actrice[108]
- Willy Schagen (86), Nederlands bokser[109]

### 25 mei
- Walter Malli (71), Oostenrijks beeldend kunstenaar en jazzmuzikant[110]
- Edoardo Mangiarotti (93), Italiaans schermer[111]
- Lee Rich (93), Amerikaans televisieproducent[112]

### 26 mei
- Arthur Decabooter (75), Belgisch wielrenner[113]
- Leo Dillon (79), Amerikaans illustrator van kinderboeken[114]
- Jan Albertus van Zelm van Eldik (99), Nederlands bestuurder[115]

### 27 mei
- Friedrich Hirzebruch (84), Duits wiskundige[116]
- Zita Kabátová (99), Tsjechisch actrice en model[117]
- Sakhr al-Taifi (?), Afghaans Al-Qaidaleider[118]
- Johnny Tapia (45), Amerikaans bokser[119]

### 29 mei
- Nelly Wijsbek (85), Nederlands zangeres[120]
- Kaneto Shindo (100), Japans regisseur[121]
- Doc Watson (89), Amerikaans folkmuzikant[122]

### 30 mei
- Peter Cosey (68), Amerikaans gitarist[123]
- Heinz Eckner (87), Duits acteur en komiek[124]
- Edi Federer (57), Oostenrijks skispringer[125]
- Andrew Huxley (94), Brits fysioloog en biofysicus[126]
- Albertus Frederik Johannes Klijn (89), Nederlands theoloog[127]
- Gerhard Pohl (74), Duits politicus[128]

### 31 mei
- Mark Midler (80), Russisch schermer[129]
- Paul Pietsch (100), Duits autocoureur[130]
- Louis Schoenmakers (85), Belgisch politicus[131]

1900 ·
1901 ·
1902 ·
1903 ·
1904 ·
1905 ·
1906 ·
1907 ·
1908 ·
1909 ·
1910 ·
1911 ·
1912 ·
1913 ·
1914 ·
1915 ·
1916 ·
1917 ·
1918 ·
1919 ·
1920 ·
1921 ·
1922 ·
1923 ·
1924 ·
1925 ·
1926 ·
1927 ·
1928 ·
1929 ·
1930 ·
1931 ·
1932 ·
1933 ·
1934 ·
1935 ·
1936 ·
1937 ·
1938 ·
1939 ·
1940 ·
1941 ·
1942 ·
1943 ·
1944 ·
1945 ·
1946 ·
1947 ·
1948 ·
1949 ·
1950 ·
1951 ·
1952 ·
1953 ·
1954 ·
1955 ·
1956 ·
1957 ·
1958 ·
1959 ·
1960 ·
1961 ·
1962 ·
1963 ·
1964 ·
1965 ·
1966 ·
1967 ·
1968 ·
1969 ·
1970 ·
1971 ·
1972 ·
1973 ·
1974 ·
1975 ·
1976 ·
1977 ·
1978 ·
1979 ·
1980 ·
1981 ·
1982 ·
1983 ·
1984 ·
1985 ·
1986 ·
1987 ·
1988 ·
1989 ·
1990 ·
1991 ·
1992 ·
1993 ·
1994 ·
1995 ·
1996 ·
1997 ·
1998 ·
1999 ·
2000 ·
2001 ·
2002 ·
2003 ·
2004 ·
2005 ·
2006 ·
2007 ·
2008 ·
2009 ·
2010 ·
2011 ·
2012 ·
2013 ·
2014 ·
2015 ·
2016 ·
2017 ·
2018 ·
2019 ·
2020 ·
2021 ·
2022 ·
2023 ·
2024 ·
2025